# Attalo di Catania
Attalo di Catania (... – Catania, I secolo) fu il secondo vescovo di Catania nel I secolo; è venerato come santo da tutte le Chiese che ammettono il culto dei santi.

## Biografia
Fu martirizzato con Stefano nel I secolo nell’Anfiteatro di Catania.